# 隆突半齧脂鯉
隆突半齧脂鯉，為輻鰭魚綱脂鯉目脂鯉亞目脂鯉科的其中一個種，分布於南美洲哥倫比亞Quindío河流域，體長可達5.2公分，棲息在底中層水域，生活習性不明。